# Престон-Тауншип (округ Вейн, Пенсільванія)
Престон Тауншип (англ. Preston Township) — селище (англ. township) в США, в окрузі Вейн штату Пенсільванія. Населення — 1000 осіб (2020).

## Демографія
Згідно з переписом 2010 року, у селищі мешкало 1014 осіб у 439 домогосподарствах у складі 292 родин. Було 983 помешкання
Расовий склад населення:
| - 98,6 % — білих - 0,4 % — азіатів - 0,1 % — корінних американців |

До двох чи більше рас належало 0,9 %. Частка іспаномовних становила 0,5 % від усіх жителів.
За віковим діапазоном населення розподілялося таким чином: 17,8 % — особи молодші 18 років, 62,7 % — особи у віці 18—64 років, 19,5 % — особи у віці 65 років та старші. Медіана віку мешканця становила 48,0 року. На 100 осіб жіночої статі у селищі припадало 98,0 чоловіків;  на 100 жінок у віці від 18 років та старших — 99,0 чоловіків також старших 18 років.
Середній дохід на одне домашнє господарство  становив 60 024 долари США (медіана — 50 714), а середній дохід на одну сім'ю — 71 307 доларів (медіана — 70 000). Медіана доходів становила 44 091 долар для чоловіків та 38 438 доларів для жінок. За межею бідності перебувало 10,9 % осіб, у тому числі 3,7 % дітей у віці до 18 років та 5,0 % осіб у віці 65 років та старших.
Цивільне працевлаштоване населення становило 386 осіб. Основні галузі зайнятості: освіта, охорона здоров'я та соціальна допомога — 16,6 %, транспорт — 15,0 %, роздрібна торгівля — 13,0 %, сільське господарство, лісництво, риболовля — 12,2 %.